# Nightbreed
 Nightbreed és una pel·lícula estatunidenca dirigida per Clive Barker, estrenada el 1990.

## Argument
Boon és un home poc sociable, i és potser degut als malsons i a les visions que l'assetgen cada nit. Per cuidar el que creu ser una psicosi, Boon consulta un psiquiatre, el doctor Philip K. Decker. Però les visions es fan més intenses, somia cada nit amb Midian, una ciutat subterrània poblada de criatures mutantes, monstruoses i infernals. Internat a l'hospital i després de ser acusat de diversos homicidis, fuig i el seu destí el porta finalment a Midian...

## Repartiment
- Craig Sheffer: Aaron Boone / Cabal
- Anne Bobby: Lori Desinger
- David Cronenberg: Dr. Philip K. Decker
- Charles Haid: Capità Eigerman
- Hugh Quarshie: detectiu Joyce
- Hugh Ross: Narcisse
- Doug Bradley: Dirk Lylesberg
- Catherine Chevalier: Rachel
- Malcolm Smith: Ashberry
- Bob Sessions: Pettine
- Christine McCorkindale: Shunasassi
- Oliver Parker: Peloquin
- John Agar: víctima de Decker

## Premis
- Silver Scream al Festival de cinema fantàstic d'Amsterdam 1990.
- Premi especial del jurat al Festival internacional de cinema fantàstic d'Avoriaz 1991